# Voltzberg
De Voltzberg is een eilandberg in het Centraal Suriname Natuurreservaat in het district Sipaliwini in Suriname. De berg is ongeveer 240 meter hoog en bestaat voor een deel uit kaal graniet.
De berg werd vernoemd naar de Duitse geoloog Friedrich Voltz. Hij ondernam tussen 1853 en 1855 meerdere expedities in Suriname en overleed in augustus 1855 in Paramaribo. De Voltzberg is opgebouwd uit Wonotobo Graniet dat ook ontsloten ligt bij de Wonotobovallen.
De eilandbergen (Inselbergen) zijn een verschijnsel dat vaker voorkomt in dit gebied. Ze zijn gevormd uit graniet en zijn meestal nauwelijks begroeid. De Voltzberg is 240 meter hoog niet erg steil en is in enkele uren te beklimmen. De wandeltocht naar de Volzberg verloopt over een pad van 6 kilometer lang. Boven op de berg is er een uitgestrekt zicht over het oerwoud. Dicht in de buurt staat met een hoogte van 362 meter de Van Stockumberg waarvan de beklimming een grotere moeilijkheidsgraad heeft.
Een bezoek van de watervallen wordt vaak gecombineerd met een overnachting op Fungu-eiland. Op het eiland bevinden zich toeristenverblijven en de Raleigh Airstrip.